# Eufémia
Az Eufémia görög eredetű női név, jelentése: szerencsét kívánó, jó hírnévnek örvendő.

## Képzett és rokon nevek
- Effi:[1] az Elfrida név német és az Eufémia angol beceneve.[3]

## Névnapok
Eufémia:
- június 18.[2]
- június 27.[2]
- szeptember 16.[2]

Effi
február 8.

## Híres Eufémiák, Effik
- Eufémia, magyar hercegnő, I. Béla leánya, morva hercegné
- Eufémia magyar királyné, Könyves Kálmán felesége